# Ґжибув (Лосицький повіт)
Ґжибув (пол. Grzybów) — село в Польщі, у гміні Сарнаки Лосицького повіту Мазовецького воєводства.
Населення — 125 осіб (2011).
У 1975-1998 роках село належало до Білопідляського воєводства.

## Демографія
Демографічна структура станом на 31 березня 2011 року:
|          | Загалом | Допрацездатний вік | Працездатний вік | Постпрацездатний вік |
| -------- | ------- | ------------------ | ---------------- | -------------------- |
| Чоловіки | 66      | 9                  | 40               | 17                   |
| Жінки    | 59      | 6                  | 23               | 30                   |
| Разом    | 125     | 15                 | 63               | 47                   |